# Pont del Castell oest
El Pont del Castell oest és un pont de Sant Gregori (Gironès) protegit com a Bé Cultural d'Interès Local.

## Descripció
Es tracta del pont oest del Castell de Cartellà, situat sobre el torrent de Pedrola.
Es tracta d'un pont de pedra, d'un sol ull, amb una de les parets laterals desapareguda, presentant una estructura poc sòlida. Té una alçada aproximada de 12 metres, un pas d'una llargada aproximada d'uns 14 metres i un ull entre 5 i 6 metres d'alçada. Està molt embardissat, té gran capacitat d'abastament però poc cabal del torrent.

## Història
El Castell de Cartellà és documentat per primera vegada l'any 1238, situat entre dos fossars que compten amb un pont d'accés cada un, a est i oest.